# 卡羅伊·久洛

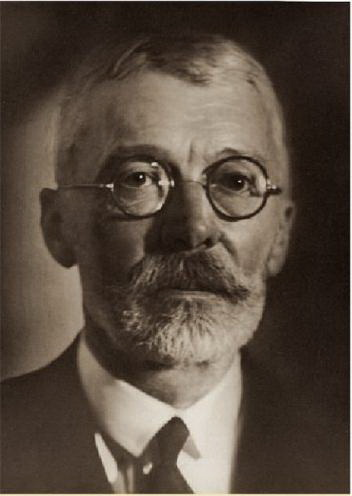
卡羅伊·久洛

瑙吉卡雷伊伯爵卡羅伊·久洛（匈牙利語：Gróf nagykárolyi Károlyi Gyula；1871年5月7日—1947年4月23日），匈牙利政治家，霍爾蒂·米克洛什攝政王為了解決經濟大蕭條的影響而在1931年任命他為首相，卡羅伊試圖透過「緊縮政策」緩解貧困問題，即減少開支、貿易和社會福利，最終引爆工人同情者發動恐怖攻擊事件，卡羅伊下令戒嚴並在國內搜捕共產黨員，最終在一年後被根伯什·久洛取代。

## 早年
他是匈牙利影響力頗大的卡羅伊家族的一員，從知名的皮里亞斯特高中畢業後，卡羅伊獲得了布達佩斯大學文憑，後又前往柏林、波恩等地進修，1905年十成為了上議院議員，但為管理家族土地五年後便退出政壇。一戰爆發時，他自願加入前線與俄羅斯帝國作戰，戰後，他見證了堂弟卡羅伊·米哈伊推翻君主制，但卡羅伊政權被庫恩政權取而代之後，他前往阿拉德建立反政府武裝，但遭羅馬尼亞軍隊拘留，被釋放後他逃往法國佔領的塞格德，並成功說服聲名顯赫的海軍名將霍爾蒂·米克洛什投入反政府事業。

## 仕途

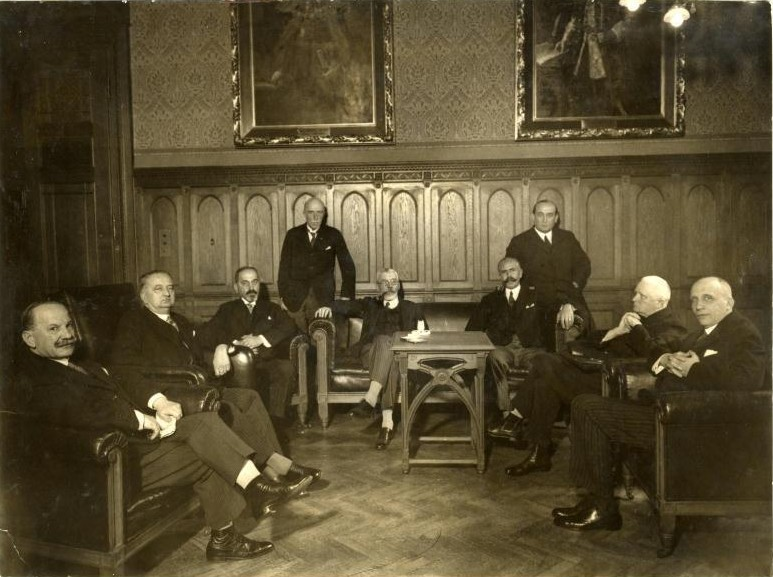
卡羅伊內閣

霍爾蒂建立匈牙利王國後，卡羅伊退出政壇，直到大蕭條時期才第三度從政，1931年8月19日，貝特倫·伊斯特萬首相因大蕭條被迫辭職，卡羅伊不太情願被霍爾蒂推上首相一職，內閣更改不大，卡羅伊試圖透過減少開支緩解危機，於是提出大規模緊縮計畫，即取消貝特倫的社會福利政策，導致人民失去了津貼和養老金，為驅策人民共體時艱，卡羅伊身先士卒禁止自己和其他閣員開車，往返各處只靠步行，但這些政策幾乎成效不彰。
比亞托巴及襲擊事件後，卡羅伊聽從內政部長克里斯茨-費斯切·費倫茨的建議，下達戒嚴令，禁止一切政治集會和遊行的權利，逮捕並處決了兩位共產黨領導人，導致更嚴重的抗議，由於政府未能解決經濟危機甚至出現獨裁傾向，導致民怨四起和政局動盪，而極右翼政治家根伯什·久洛及其追隨者則威脅著國家保守主義政府的統治。最終連根伯什最大的政敵貝特倫都支持以根伯什取代卡羅伊，霍爾蒂也才聽取其建議，改立根伯什為首相。實際上，卡羅伊早在1931年就向霍爾蒂遞交辭呈，但霍爾蒂一直勸說他繼續留任。

## 晚年
儘管霍爾蒂仍然試圖再次重用卡羅伊，並在1936年提供他樞密院議員一職，但卡羅伊在這次辭職後一直避免再次參與公共政治，而只是作為霍爾蒂的顧問在集團核心發揮影響，二戰時，卡羅伊支持反抗德國，最終因心肌問題於1947年去世。

## 個人生活
卡罗伊在塞格德邀请了霍尔蒂·米克洛什担任新的国民军的国防部长後。两人便建立了一种友谊，通过家族关系得到了加强(霍爾蒂的次女寶拉嫁給卡羅伊的姪子小卡羅伊·久洛，霍爾蒂的次子娶了卡羅伊的姪女卡羅伊·瑪麗亞·孔蘇埃洛)，并持续了一生。当霍尔蒂成为国家元首后，卡罗伊在整个时期一直站在他的身边，作为他的亲信和顾问。